# Gros plan du macchabée
Gros plan du macchabée est un roman policier français de Léo Malet, paru en 1949 aux éditions S.E.P.E. Il s’agit du sixième roman de la série ayant pour héros le détective Nestor Burma bien que chronologiquement le récit raconte la toute première enquête du personnage, juste avant la fondation de son agence Fiat Lux. Dans l'édition originale, ce texte est suivi du court roman Hélène en danger.

## Résumé
Après avoir reçu des menaces de mort, l'acteur de cinéma Julien Favereau embauche Nestor Burma comme garde du corps, mais exige qu'il agisse en secret. Il le fait engager comme figurant et le livre aux soins de Wladimir, maquilleur et ex-colonel tsariste, pour le rendre méconnaissable. Le détective, qui trouve Favereau plutôt antipathique, apprend bientôt que ce séducteur s'est attiré la haine de l'équipe de plateau. Il a rendu cocu le maquilleur et, plus grave, la fille d'un machiniste est morte des suites d'un avortement. 
Le tournage d'une scène terminée, Favereau rentre dans sa loge et y meurt, visiblement empoisonné. Puisqu'on ne trouve aucun récipient suspect, Burma en déduit que le poison a été inhalé. Juste après qu'il a prévenu la police, un figurant se rue à son tour sur le téléphone, pour prévenir que la « vieille vache » est morte. Ce type peu respectueux, c'est Marc Covet, journaliste au Crépuscule, qui avait une série de vieux contentieux avec l'acteur. Les deux hommes sympathisent immédiatement et Burma révèle au reporter que le poison serait la cause de la mort, scellant par ce scoop leur amitié.
La police mène les interrogatoires d'usage, mais c'est Burma qui comprend que l'actrice Janine Baga, épouse de Favereau, a échappé de justesse à la mort parce que l'assassin a éliminé son mari. Elle avait souscrit une assurance sur la vie au profit de Favereau qui était résolu à la tuer. Il s'était envoyé à lui-même des lettres de menace pour détourner les soupçons. Mais son assassin l'a doublé.

## Éditions
- S.E.P.E., Labyrinthe, 1949
- Eurédif, collection Atmosphère no 65, 1974
- Librairie de la Butte-aux-Cailles, 1982
- Fleuve noir, Les Nouveaux Mystère de Paris no 23, 1985
- Éditions Robert Laffont, collection Bouquins, 1986 ; réédition en 2006
- 10-18, Grands détectives no 1997, 1989
- Presses de la Cité, Les Aventures de Nestor Burma no 8, 1990

## Sources
- Jacques Baudou (dir.), Les Nombreuses Vies de Nestor Burma, Nantes, Les Moutons électriques, coll. « La Bibliothèque rouge no 18 », 2010, 333 p. (ISBN 978-2-36183-003-8, OCLC 670472170), p. 37-39.
- Francis Lacassin, Sous le masque de Léo Malet, Nestor Burma, Amiens, Encrage, coll. « Portraits » (no 4), 1991 (ISBN 978-2-906-38932-8, OCLC 406670086), p. 38-40.
- Jean Tulard, Dictionnaire du roman policier : 1841-2005. Auteurs, personnages, œuvres, thèmes, collections, éditeurs, Paris, Fayard, 2005, 768 p. (ISBN 978-2-915793-51-2, OCLC 62533410), p. 321-322.